# Aeroportul Araçatuba
Aeroportul Araçatuba (IATA: ARU, ICAO: SBAU) este un aeroport din São Paulo, Brazilia ce deservește zona Araçatuba. Aeroportul a fost tranzitat în 2022 de 100.435 de pasageri. A fost numit după zona deservită.
Situat la o altitudine de 415 m, aeroportul dispune de 1 pistă. Este operat de DAESP⁠(d).

## Infrastructură

### Piste
Aeroportul dispune de o singură pistă. Pista 5/23 are suprafața de asfalt și dimensiunile 2.120 m × 35 m. 